# 巴克洛
巴克洛（Bakloh），是印度喜马偕尔邦Chamba县的一个城镇。总人口1809（2001年）。

## 人口
该地2001年总人口1809人，其中男性995人，女性814人；0—6岁人口184人，其中男96人，女88人；识字率82.53%，其中男性为85.33%，女性为79.12%。